# (466803) 2015 BB82
(466803) 2015 BB82 es un asteroide perteneciente al cinturón de asteroides, descubierto el 20 de octubre de 2008 por el equipo Spacewatch desde el Observatorio Nacional de Kitt Peak (Arizona, Estados Unidos).